# فرانك فوجيتا
فرانك فوجيتا (بالإنجليزية: Frank Fujita)‏ هو كاتب أمريكي، ولد في 20 نوفمبر 1921 في لوتون في الولايات المتحدة، وتوفي في 1996 في أبيلين في الولايات المتحدة.